# Lista de ilhas de Portugal
Lista de ilhas (e ilhéus) de Portugal.

## Arquipélago dos Açores
Lista de ilhéus dos Açores

### Grupo Ocidental
Principais:
- Ilha do Corvo
- Ilha das Flores

### Grupo Central
Principais:
- Ilha do Faial
- Ilha Graciosa
- Ilha do Pico
- Ilha Terceira
- Ilha de São Jorge

### Grupo Oriental
Principais:
- Ilha de São Miguel
- Ilha de Santa Maria

Ilhéus:
- Ilhéus das Formigas
- Ilhéu de Vila Franca
- Ilhéu das Cabras
- Ilhéu da Praia
- Ilhéu do Norte
- Ilhéu dos Fradinhos

## Arquipélago da Madeira

### Madeira
Principal:
- Ilha da Madeira

Ilhéus:
- Ilhéu do Campanário
- Ilhéu da Cevada
- Ilhéu Comprido
- Ilhéu do Farol
- Ilhéu da Forja
- Ilhéu do Gorgulho
- Ilheuzinho
- Ilhéu Mole
- Ilhéu do Porto da Cruz
- Ilhéu Preto
- Ilhéu da Rama
- Ilhéu da Rocha do Navio
- Ilhéu de São Jorge

### Porto Santo

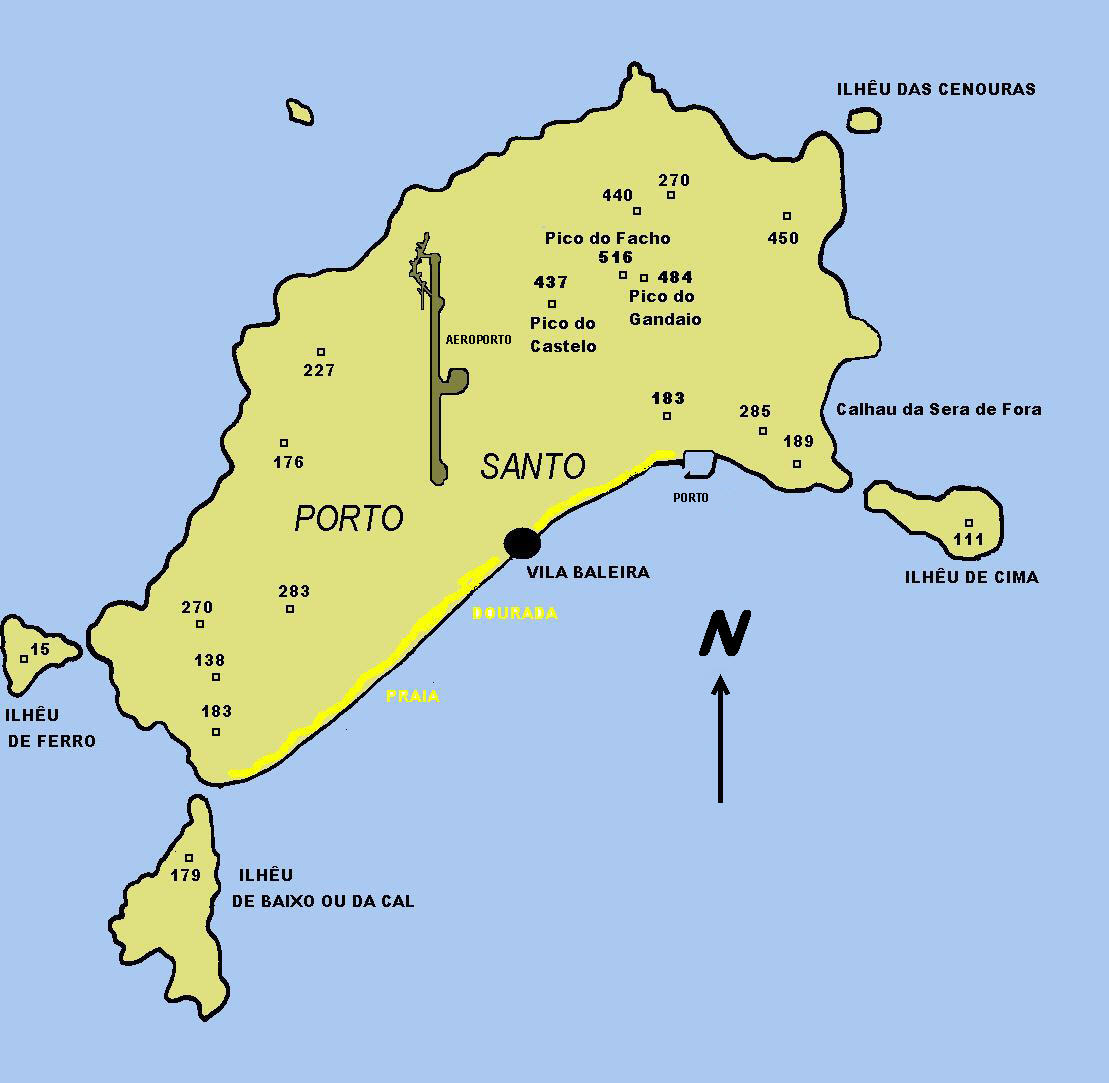
Porto Santo

Principal:
- Ilha do Porto Santo

Ilhéus:
- Ilhéu da Cal
- Ilhéu das Cenouras
- Ilhéu de Cima
- Ilhéu de Fora
- Ilhéu de Ferro
- Ilhéu da Fonte da Areia

### Ilhas Desertas

Ilhas Desertas

- Deserta Grande
- Ilha do Bugio
- Ilhéu Chão

### Ilhas Selvagens

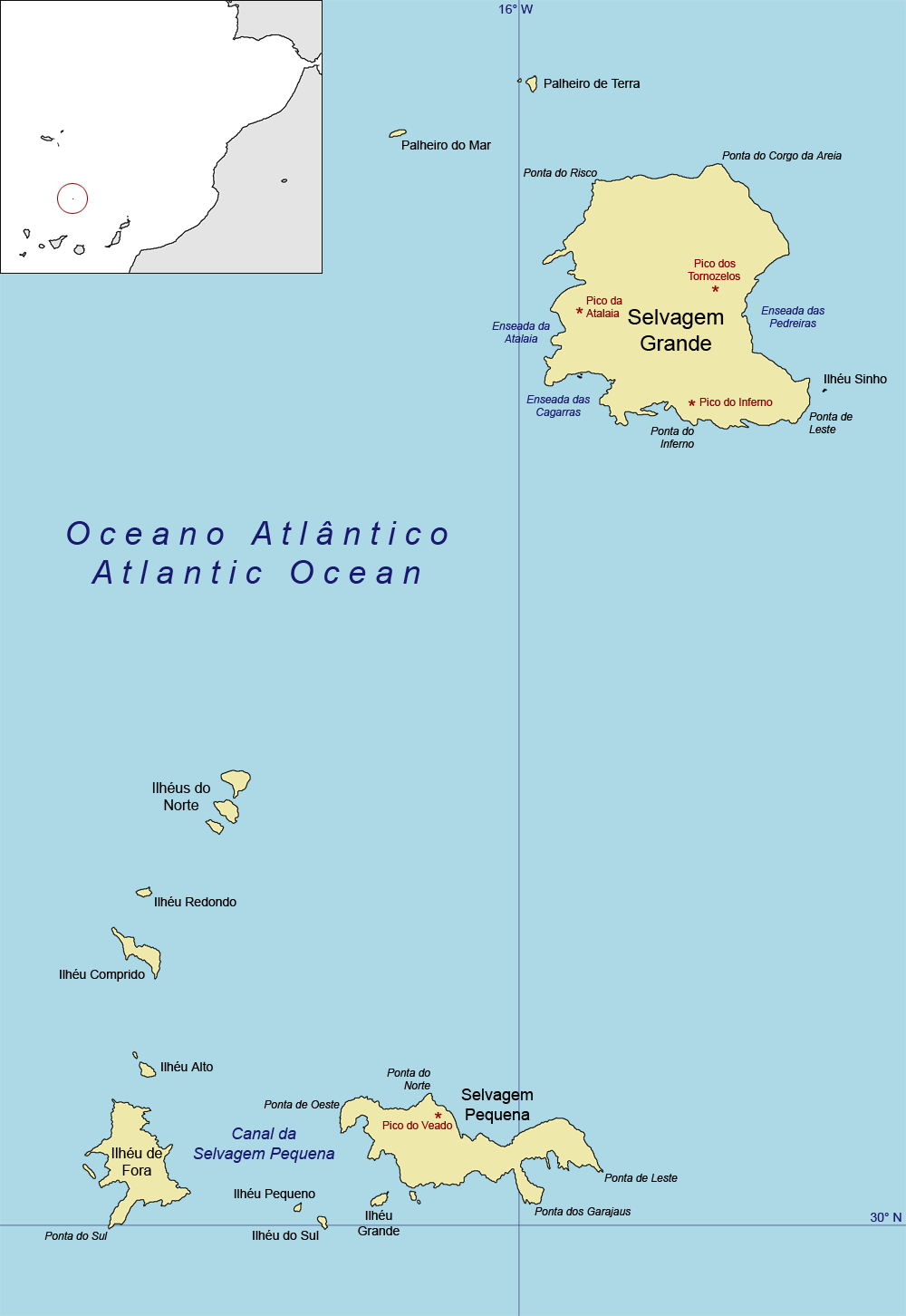
Ilhas Selvagens

Principais:
- Selvagem Grande
- Selvagem Pequena

Ilhéus:
- Ilhéu de Fora
- Palheiro da Terra
- Palheiro do Mar
- Ilhéu Sinho
- Ilhéus do Norte
- Ilhéu Redondo
- Ilhéu Comprido
- Ilhéu Alto
- Ilhéu Pequeno
- Ilhéu do Sul
- Ilhéu Grande

## Alentejo
- Ilha do Pessegueiro
- Ilha do Pessegueiro oeste
- Ilha da Perceveira

## Algarve
- Ilha da Armona
- Ilha da Barreta
- Ilha da Culatra
- Ilha de Tavira
- Ilha de Cabanas
- Pedra das Gaivotas
- Ilhotes do Martinhal
- Ilhéu das Alturas
- Ilha do Coco
- Ilhote dos Cavalos
- Ilha da Fuseta
- Ilhéu do Alcorão

## Estremadura e Ribatejo
- Ilha do Baleal
- Ilha do Rato
- Ilha das Garças
- Ilhota das Pombas
- Ilhéu da Papoa
- Ilha de Fora
- Ilhéu de Fora
- Berlengas
  - Berlenga Grande
  - Ilhas Estelas
  - Farilhões
  - Ilhéu do Cerro da Velha
- Mouchões da Lezíria:
  - Mouchão das Garças
  - Mouchão de Alhandra
  - Mouchão do Lombo do Tejo
  - Mouchão da Casa Branca
  - Mouchão da Póvoa
  - Mouchão do Malagueiro Grande
  - Mouchão da Saudade
- Areal do Bugio
- Almourol

## Entre-Douro-e-Minho
- Ilha dos Amores
- Ínsua Nova
- Ilha do Ermal
- Ilha da Morraceira
- Ilha da Boega
- Morraceira de Seixas
- Ilha do Rosal
- Ilha da Ínsua
- Ilha de Ganfei
- Ínsua Grande
- Ilha do Seixal
- Ínsua do Castro

## Beiras
- Ilha da Foz do Dão, Barragem da Aguieira
- Ilha da Murraceira
- Ilha dos Padrões